# Leptospermum crassifolium
Leptospermum crassifolium är en myrtenväxtart som beskrevs av Joy Thomps.. Leptospermum crassifolium ingår i släktet Leptospermum och familjen myrtenväxter. Inga underarter finns listade i Catalogue of Life.